# Hans Vonderthann
Hans Vonderthann (* 19. Mai 1937 in Berchtesgaden; † 20. Oktober 1993 ebenda) war ein deutscher Volksschauspieler aus Bayern.

## Leben und Wirken
Hans Vonderthann entstammt als Sohn eines Verwaltungsbeamten einer alteingesessenen Berchtesgadener Familie, aus der u. a. der Druckereibetrieb und Begründer des Berchtesgadener Anzeigers hervorging. Nach Kinderrollen im Berchtesgadener Bauerntheater soll Hans Vonderthann auch bereits sehr früh in Spielfilmen (deren Titel derzeit jedoch nicht auszumachen sind) mitgewirkt haben. Als jungen Mann sah man ihn im Darstellerensemble des Berchtesgadener Bauerntheaters mit Stücken wie Das rotseidene Höserl (gesendet 1970 als Das verflixte Höserl), die für das Fernsehen aufgezeichnet wurden. Außerdem wirkte Vonderthann in den 1970er Jahren mit kleinen Rollen in Kinofilmen mit, denen ein in Bayern spielende Handlung zugrunde lag, darunter auch einige Adaptionen von Vorlagen Ludwig Ganghofers. Darüber hinaus nahm er mehrere Rollen für in München produzierte Hörspiele an und wirkte bei einer Reihe von Schallplatten (z. B. Bei uns in Oberbayern) mit.
Hans Vonderthann war mit der Schauspielerkollegin Irmi Vonderthann verheiratet, die u. a. ebenfalls mit ihm im Berchtesgadener Bauerntheater aufgetreten ist, und hatte mit ihr zwei Söhne.

## Filmografie
- 1966: Thomas auf der Himmelsleiter
- 1970: Urlaub vom Doppelbett
- 1970: Das verflixte Höserl
- 1970: Das Glöcklein unterm Himmelbett
- 1973: Schloß Hubertus
- 1974: Zwei himmlische Dickschädel
- 1975: Der Edelweißkönig
- 1976: Das Schweigen im Walde
- 1977: Waldrausch
- 1981: Kursaison für scharfe Kumpel / Kursaison im Dirndlhöschen
- 1984: Weißblaue Geschichten (TV-Serie, eine Folge)